# ÖBB EC
ÖBB-EuroCity, zkráceně ÖBB-EC nebo OEC, je obchodní značka vlaků, jež jsou provozovány na síti Rakouských státních drah ÖBB. Jedná se o vlaky mezinárodní, které zajíždějí i do několika okolních zemí. Mnoho z nich však jezdí pouze vnitrostátně. Řadí se mezi vlaky vyšší kvality. Rakousko si tak definovalo vlastní standard kategorie EuroCity.

## Historie

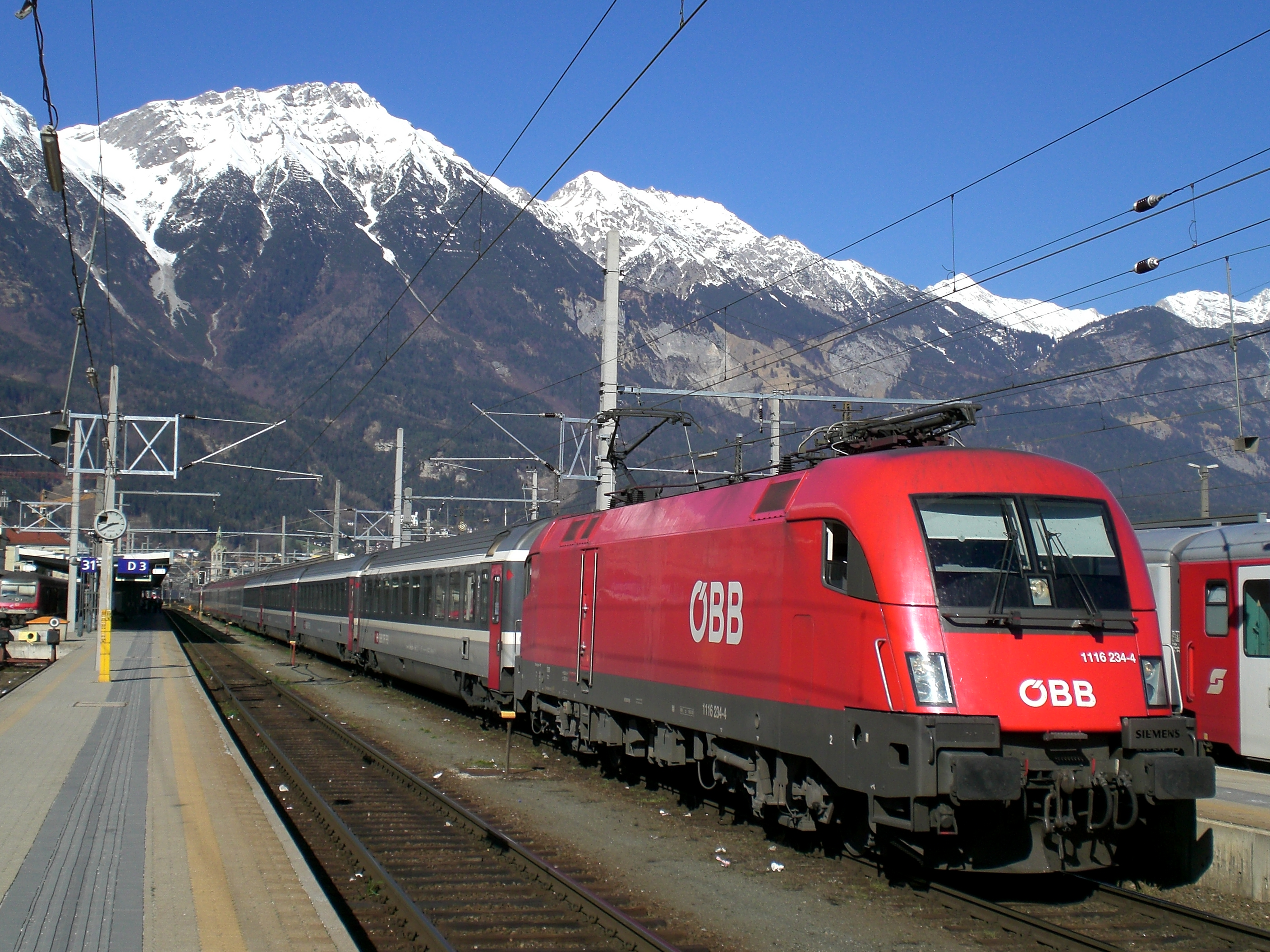
ÖBB EC 162 Transalpin ve stanici Innsbruck Hbf. s lokomotivou ÖBB a švýcarskými vozy.

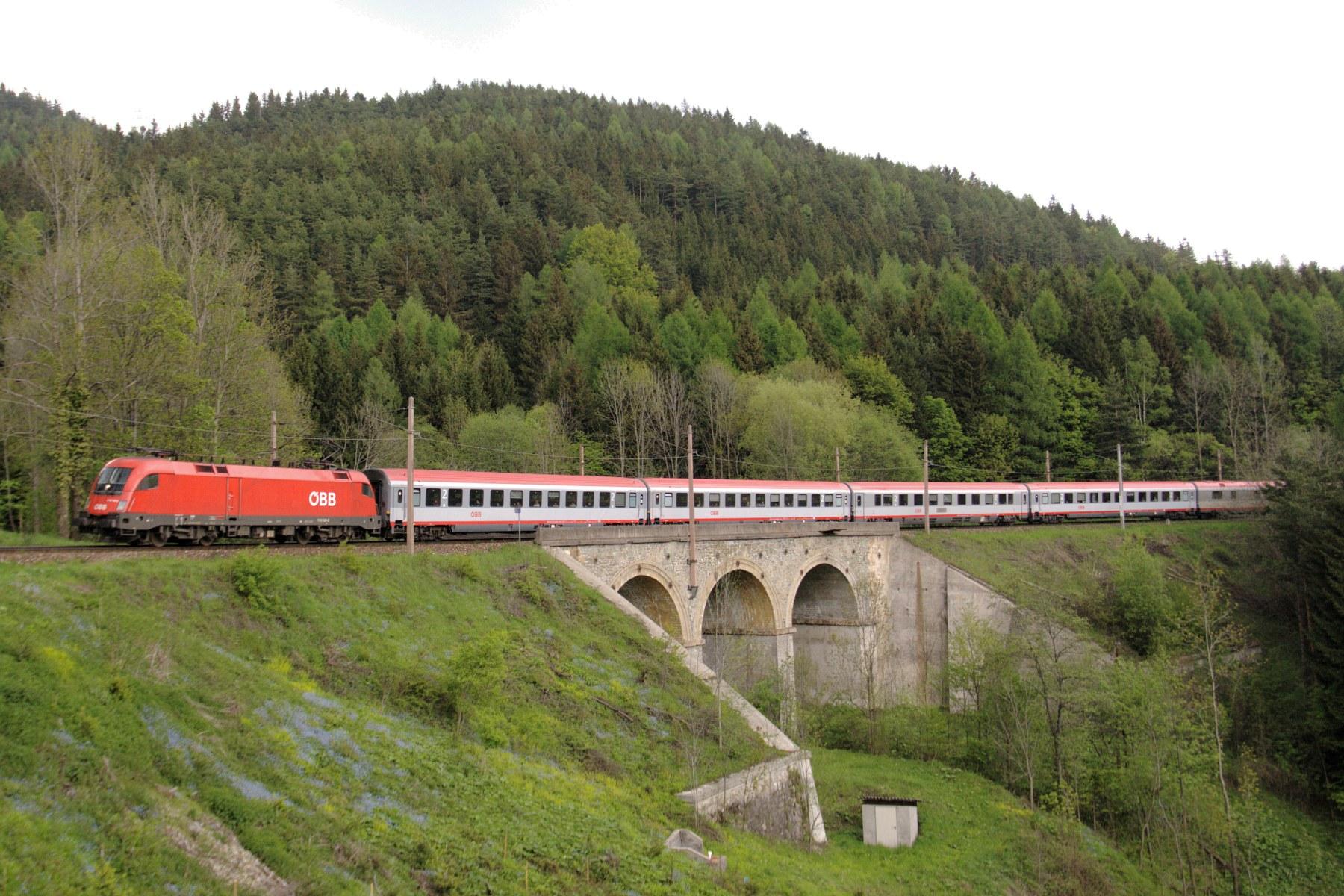
Vlak kategorie ÖBB EC na horské dráze Semmering.

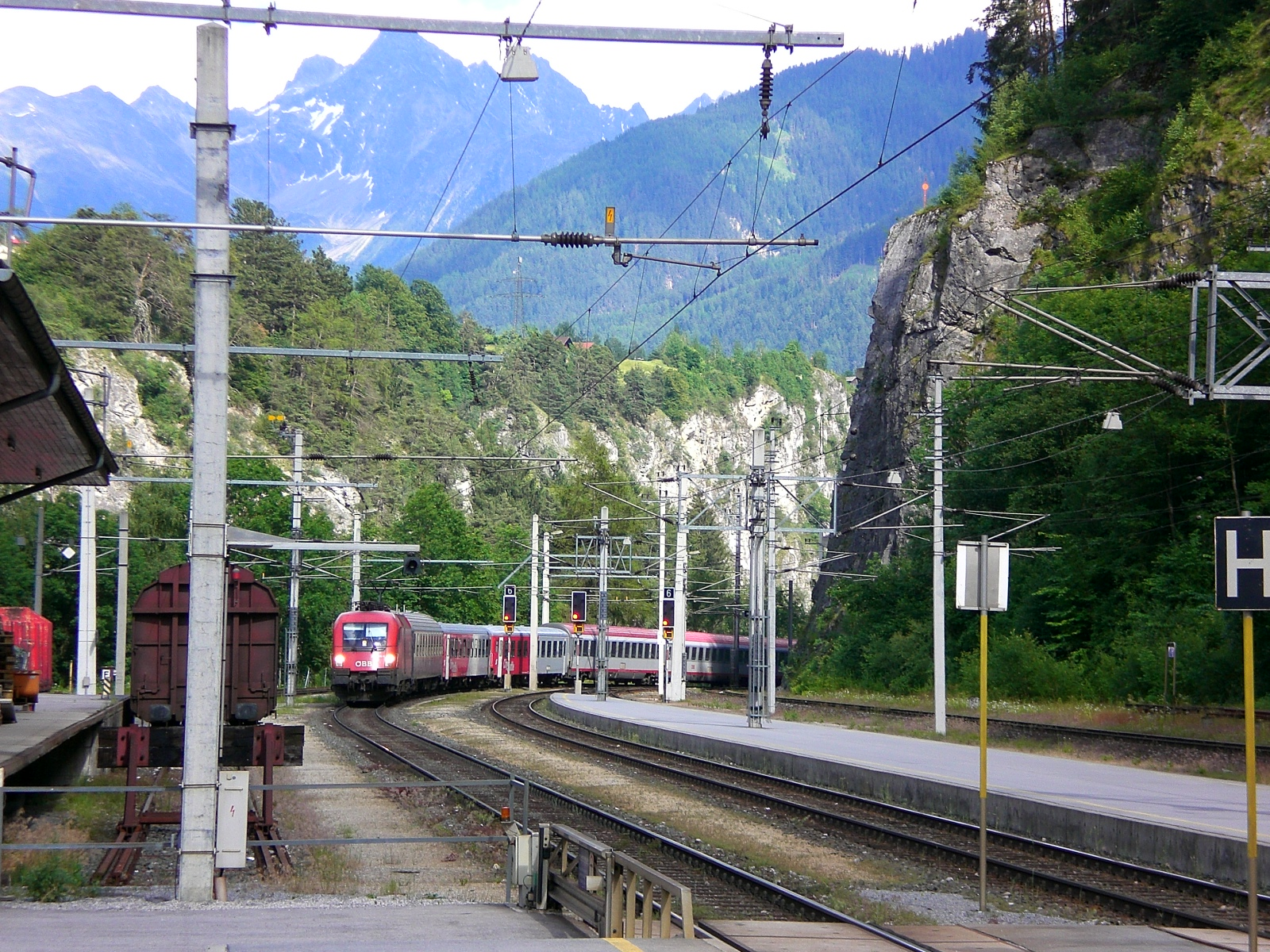
Vlak ÖBB EC 668 ze stanice Graz do stanice Bregenz.

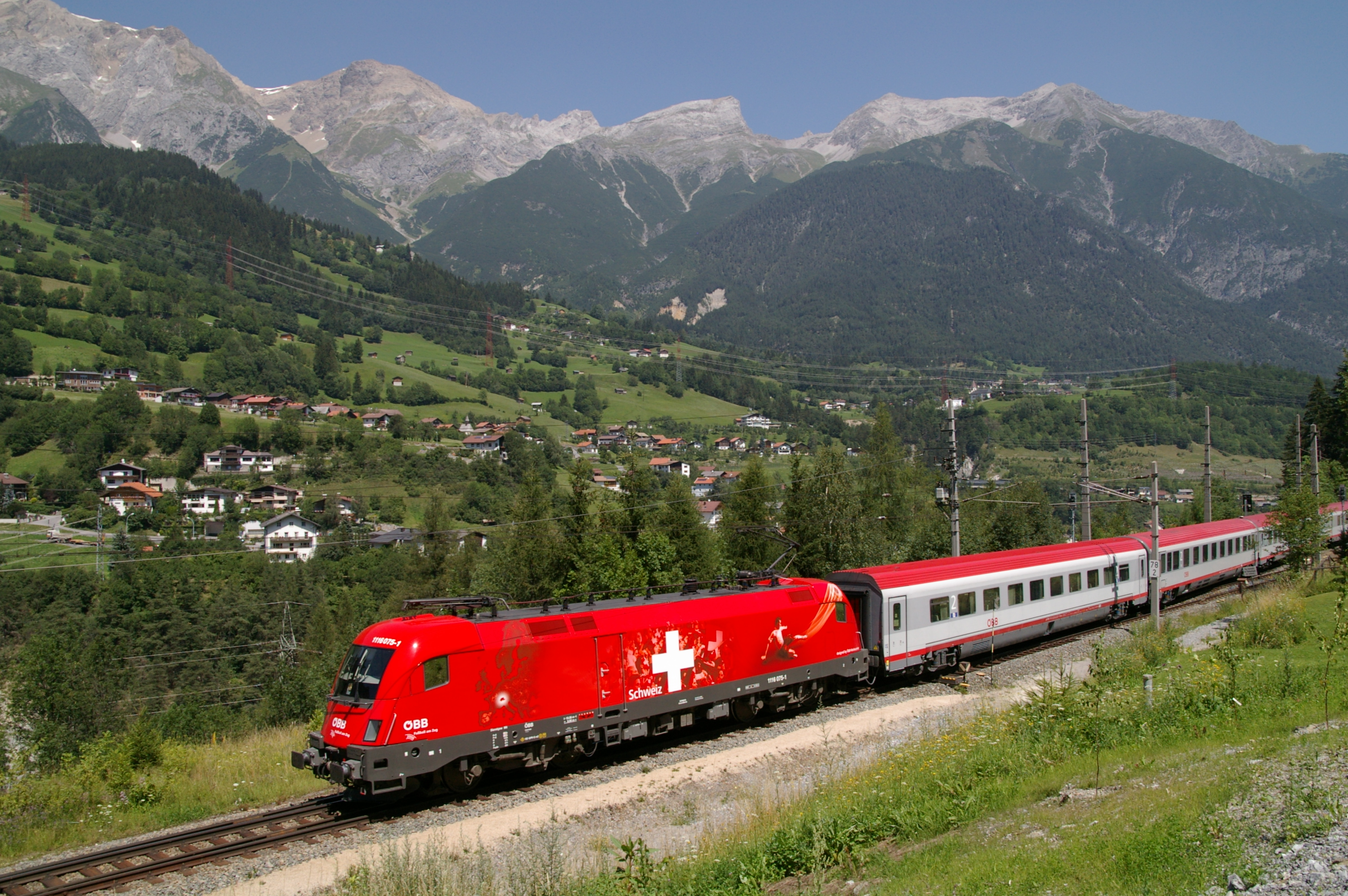
Vlak ÖBB-EC 662 tažený lokomotivou Siemens ES64U2.

Vlaky kategorie ÖBB-EC se na tratích v Rakousku poprvé objevily v roce 2001. Rakouské dráhy tímto krokem chtěly vytvořit garantovanou službu pro cestující, jejichž počet v Rakousku neustále narůstal, a jež požadovali vysokou kvalitu služeb. Také reagovaly na nevalnou kvalitu spojů kategorie EuroCity, které do Rakouska zajížděly z okolních zemí, hlavně těch, jež byly součástí tzv. sovětského bloku (včetně spojů z České republiky). U mnoha takovýchto vlaků nebyly dodržovány běžné standardy vlaků kategorie EC, jako například klimatizace ve vozech.

## Kritéria
Rakouské železnice zavedly pro svůj produkt ÖBB-EC kritéria, jež musí být dodržována.
- klimatizace musí být ve všech vozech vlaku, což u běžných spojů EC, vedených například i z ČR běžné nebývalo,
- vlak je řazen z vozů 1. a 2. třídy,
- ve vlaku musí být řazen jídelní vůz,
- přípojky pro PC jsou umístěny ve všech vozech vlaku, nejen v 1. vozové třídě. Cestující tak může za jízdy bez problémů pracovat,
- přeprava invaldů na vozíku musí být umožněna v každém vlaku kategorie ÖBB EC,
- 1. třída kategorie Business (viz dále).

## Řazené vozy
Ve vlacích kategorie ÖBB EC jsou řazeny pouze moderní nebo modernizované vozy, které musí splňovat výše uvedená kritéria. 
Vozy 2. třídy musí mít pohodlná místa k sezení, potažená látkovým potahem, navíc ve všech vozech 2. třídy musí být elektrické přípojky pro PC.
Vozy 1. třídy mají sedadla potažena většinou koženými potahy. V ceně jízdenky v 1. vozové třídě je zahrnuto i občerstvení a denní tisk, nebo magazíny dle volby cestujícího. Samozřejmostí jsou elektrické přípojky pro PC. Pro cestující zde existuje služba úschovy cenných předmětů k průvodčímu po dobu cesty. 
Vozy 1. třídy kategorie Business je novinka v poskytovaných službách. V takovém voze jsou nabízeny byznys oddíly pro obchodní cestující, jež mají 4 místa k sezení a nabízí velký prostor k práci. V ceně je samozřejmostí také servis.
Ve vlacích kategorie ÖBB EC jsou také nabízeny oddíly pro rodiče s dětmi hlavně proto, aby nebyli rušeni ostatní cestující. Na spojích, které směřují do Švýcarska jsou standardně řazeny také panoramatické vyhlídkové vozy Švýcarských státních drah SBB.
Kromě vlaků kategorie ÖBB EC jsou v Rakousku provozovány i vlaky kategorie ÖBB IC.